# Klompendans

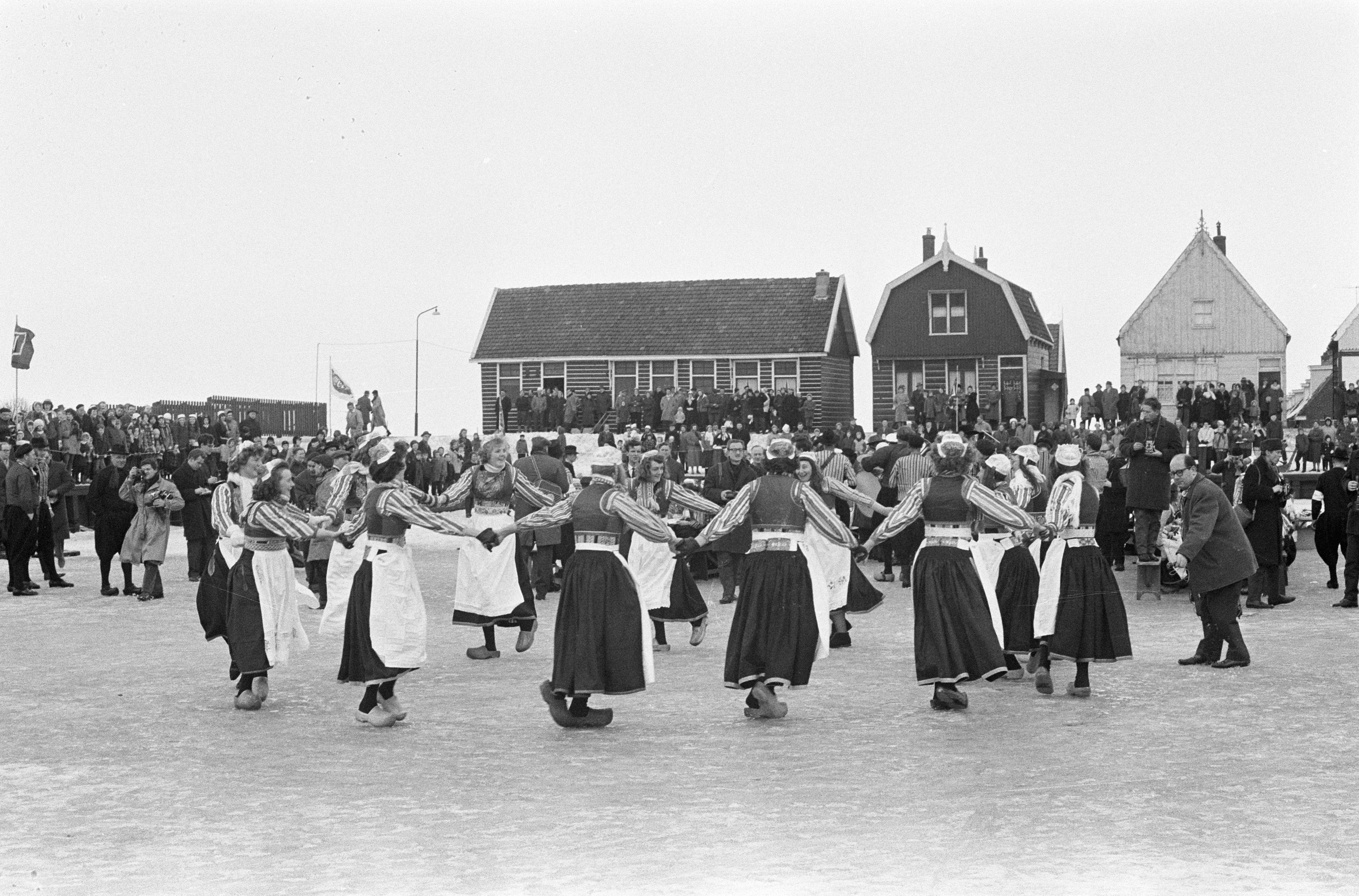
Klompendans in Marken, 1963

De klompendans is een volksdans die in Nederland en andere landen wordt uitgevoerd. De dans wordt vaak op polkamuziek uitgevoerd wordt in de vorm van een paardans in een groep. De dansers dragen klompen. Met dit houten schoeisel is een maataccent te geven dat de bewegingen en muziek ondersteunt. De dansers creëren een ritme door met tenen en hielen een houten vloer aan te tikken.
De klompendans als folkloristisch evenement werd aan het begin van de 20e eeuw populair, maar werd al langer uitgevoerd in de Lage Landen. 
De term klompendans is tevens een pejoratief voor de Nederlandse volksdans in het algemeen. 
De choreograaf Hans van Manen maakte in 1987 een ballet voor dansers met klompen onder de titel Clogs. Het ballet werd in 2006 uitgevoerd in in Den Haag door 475 dansers uit alle werelddelen om een gooi te doen naar vermelding in het Guinness Book of World Records voor het grootste aantal klompendansers. Het Guinness-record, met 2605 dansers, werd gezet in 2010 in Pella (Iowa) als onderdeel van het Tulip Time-festival, een viering van de Nederlandse afkomst van veel inwoners.
Het ballet La fille mal gardée van Jean Dauberval bevat een bekende klompendans. Voor deze specifieke dans werd de choreografie gemaakt door Stanley Holden (1928-2007), hoewel Frederick Ashton de algehele verantwoordelijkheid op zich nam.

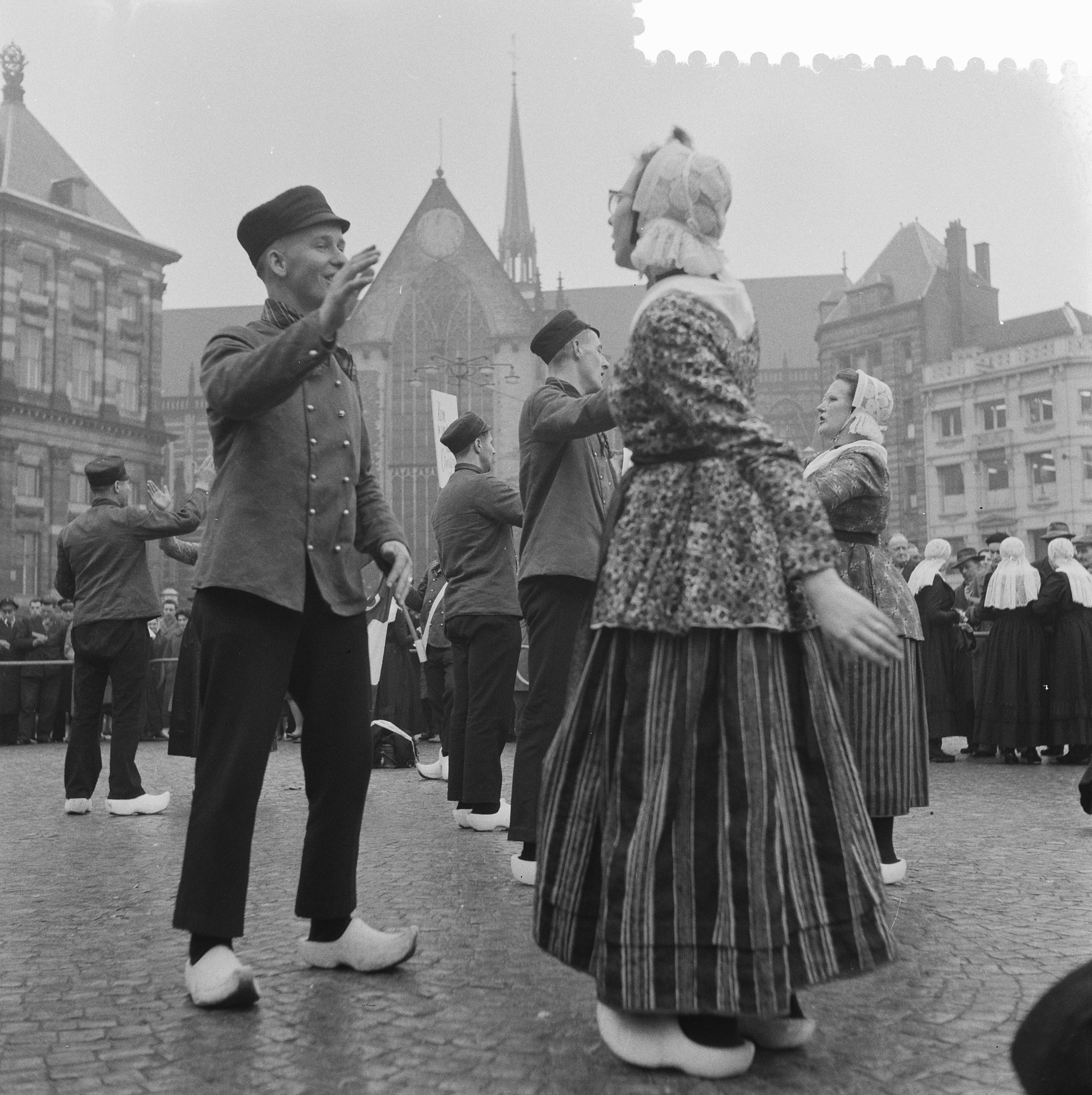
Twentse klompendans, 1960
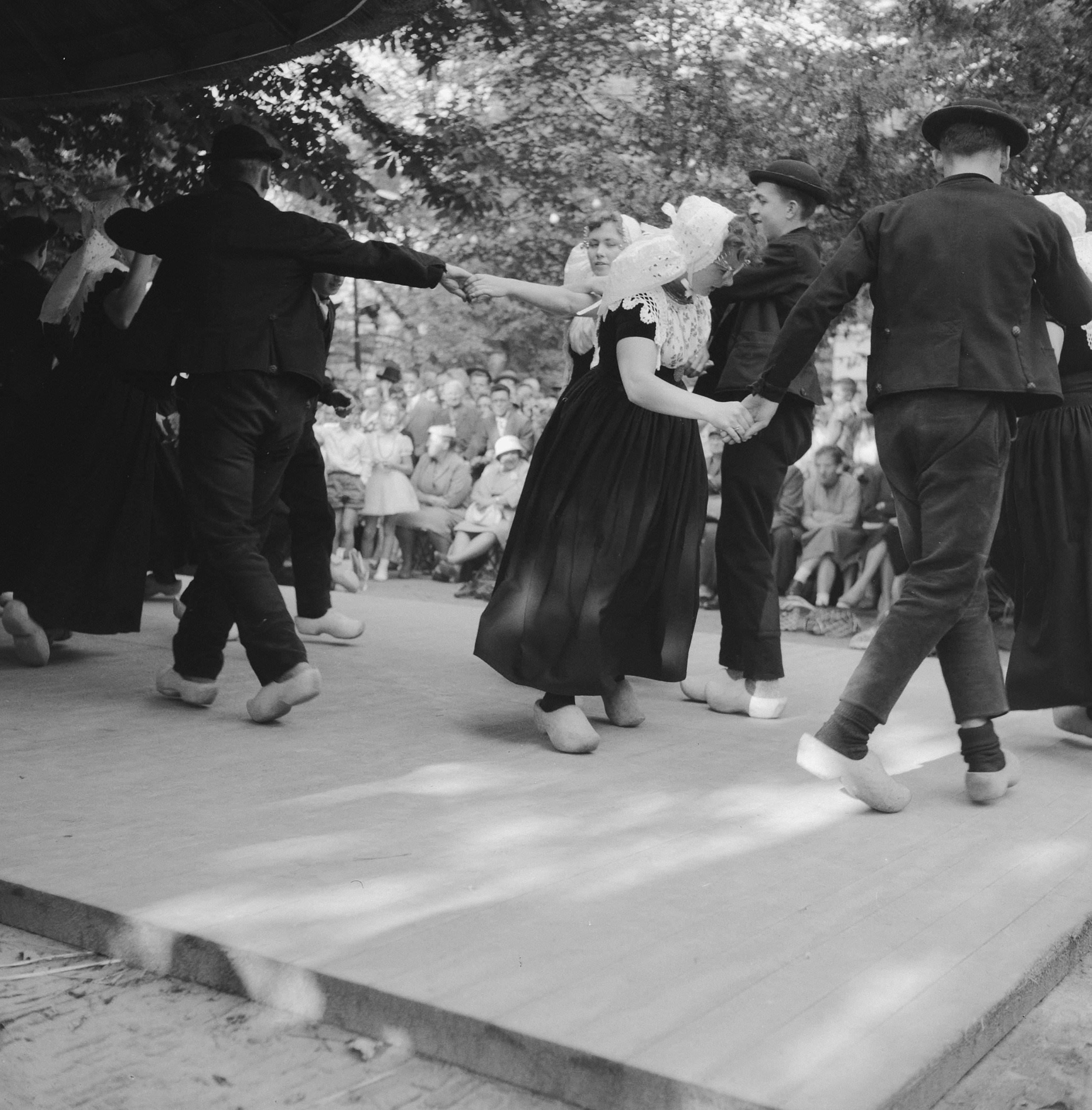
Zeeuwse klompendans, 1960